# Odd Blood
Odd Blood è il secondo album in studio del gruppo musicale statunitense Yeasayer, pubblicato nel febbraio 2010 dalla Secretly Canadian.

## Tracce
1. The Children – 3:12
2. Ambling Alp – 3:55
3. Madder Red – 4:03
4. I Remember – 4:23
5. O.N.E. – 5:23
6. Love Me Girl – 5:00
7. Rome – 3:48
8. Strange Reunions – 2:35
9. Mondegreen – 4:37
10. Grizelda – 2:40

CD bonus nell'edizione deluxe (2011)
1. Ambling Alp (DJ /rupture & Brent Arnold Remix) – 4:01
2. Ambling Alp (Memory Tapes Remix) – 3:52
3. O.N.E (Demo) – 5:55
4. O.N.E (XXXChange Remix) – 4:44
5. Madder Red (The Golden Filter Remix) – 7:33
6. Madder Red (Henning Fürst Remix) – 4:45

## Formazione
- Chris Keating – voce, tastiera
- Anand Wilder – chitarre, voce, tastiere
- Ira Wolf Tuton – basso, cori